# Aethria
Aethria is een geslacht van vlinders van de familie spinneruilen (Erebidae), uit de onderfamilie Arctiinae.

## Soorten
- A. analis Schaus, 1901
- A. felderi Rothschild, 1911
- A. haemorrhoidalis Stoll, 1790
- A. hampsoni Dognin, 1902
- A. melanobasis Druce, 1897
- A. ornata Ménétriés, 1857
- A. paula Schaus, 1894
- A. pyroproctis Hampson, 1914
- A. splendens Jörgensen, 1935